# Epsom
Epsom este un oraș în comitatul Surrey, regiunea South East, Anglia. Orașul se află în districtul Epsom and Ewell a cărui reședință este.

## Personalități născute aici
- Petula Clark (n. 1932), actriță, cântăreață;
- Conor Gallagher (n. 2000), fotbalist.